# Asplundia stenophylla
Asplundia stenophylla är en enhjärtbladig växtart som först beskrevs av Paul Carpenter Standley, och fick sitt nu gällande namn av Gunnar Wilhelm Harling. Asplundia stenophylla ingår i släktet Asplundia och familjen Cyclanthaceae. Inga underarter finns listade.